# Celtina
Celtina é uma personagem da Mitologia Greco-Romana. 

## História
Filha de Bretano, rei dos celtas. Apaixonou-se por Hércules, quando este passou por sua terra conduzindo os Bois de Gerião. Como não fosse correspondida, roubou-lhe algumas reses. Só as devolveu quando o herói consentiu em unir-se a ela. Unidos tiveram Celtus, progenitor dos celtas. 